# 121593 Kevinmiller
121593 Kevinmiller este o planetă minoră (asteroid), cu un diametru de 5,497 km, din centura de asteroizi. A fost descoperită pe 9 noiembrie 1999 la Catalina Station⁠(d) de Catalina Sky Survey. 
Obiectul prezintă o orbită caracterizată de o semiaxă mare de 3,1946516502675 UAi, o excentricitate de 0,13, o înclinație de 10,3 ° în raport cu ecliptica.